# Яннік Кейтель
Яннік Кейтель (нім. Yannik Keitel, нар. 15 лютого 2000, Брайзах, Німеччина) — німецький футболіст, півзахисник клубу «Штутгарт».

## Ігрова кар'єра

### Клубна
Яннік Кейтель почав займатися футболом у своєму рідному місті Брайзах. У 2011 році він приєднався до молодіжної команди клубу Бундесліги «Фрайбург». Тривалий час футболіст виступав на молодіжному рівні. Першу гру в основі він провів 29 лютого 2020 року, коли вийшов на заміну у матчі проти дортмундської «Боруссії». У квітні 2020 року футболіст продовжив контракт із клубом.

### Збірна
У 2017 році Яннік Кейтель у складі юнацької збірної Німеччини (U-17) брав участь у юнацькому чемпіонаті Європи та юнацькому чемпіонаті світу. У вересні 2020 року Кейтель зіграв першу гру у молодіжній збірній Німеччини.

## Титули і досягнення
- Володар Кубка Німеччини (1):

«Штутгарт»: 2024-25